# Municipio de Mill (Indiana)
El municipio de Mill (en inglés: Mill Township) es un municipio ubicado en el condado de Grant en el estado estadounidense de Indiana. En el año 2010 tenía una población de 10882 habitantes y una densidad poblacional de 181,22 personas por km².

## Geografía
El municipio de Mill se encuentra ubicado en las coordenadas 40°28′58″N 85°36′59″O / 40.48278, -85.61639. Según la Oficina del Censo de los Estados Unidos, el municipio tiene una superficie total de 60.05 km², de la cual 60.03 km² corresponden a tierra firme y (0.03%) 0.02 km² es agua.

## Demografía
Según el censo de 2010, había 10882 personas residiendo en el municipio de Mill. La densidad de población era de 181,22 hab./km². De los 10882 habitantes, el municipio de Mill estaba compuesto por el 96.09% blancos, el 0.89% eran afroamericanos, el 0.42% eran amerindios, el 0.32% eran asiáticos, el 0.02% eran isleños del Pacífico, el 0.62% eran de otras razas y el 1.64% pertenecían a dos o más razas. Del total de la población el 2.34% eran hispanos o latinos de cualquier raza.